# برايت إينوباخاري
برايت إينوباخاري (بالإنجليزية: Bright Enobakhare)‏ (8 فبراير 1998 بنيجيريا - ) هو لاعب كرة قدم نيجيري في مركز الهجوم يلعب في نادي البدع القطري. لعب مع وولفرهامبتون واندررز.

## وصلات خارجية
- برايت إينوباخاري على موقع قاعدة بيانات كرة القدم.إي يو (الإنجليزية)
- برايت إينوباخاري على موقع Soccerbase.com (لاعب) (الإنجليزية)
- برايت إينوباخاري على موقع Soccerway.com (الإنجليزية)
- برايت إينوباخاري على موقع عالم كرة القدم.نت (الإنجليزية)